# Juan Martínez Martín
Juan Martínez Martín (Granada, 25 de noviembre de 1980) es un deportista español que compitió en atletismo adaptado. Ganó una medalla de plata en los Juegos Paralímpicos de Sídney 2000 en la prueba de 4 × 400 m (clase T46).

## Palmarés internacional
| Juegos Paralímpicos | Juegos Paralímpicos | Juegos Paralímpicos | Juegos Paralímpicos |
| Año                 | Lugar               | Medalla             | Prueba              |
| ------------------- | ------------------- | ------------------- | ------------------- |
| 2000                | Sídney (Australia)  | Medalla de plata    | 4 × 400 m T46       |